# اچ‌ام‌اس اورکنی (پی۲۹۹)
اچ‌ام‌اس اورکنی (پی۲۹۹) (به انگلیسی: HMS Orkney (P299)) یک کشتی بود که طول آن ۱۹۵ فوت (۵۹ متر) بود. این کشتی در سال ۱۹۷۶ ساخته شد.